# Pedro Eanes
Pedro Eanes Francês ou Pedro Álvares Francês (século XV e XVI) foi um capitão da Carreira da Índia, comandando naus em 1514 e em 1520.
Na viagem de 1514 dever-se-ia fazer uma feitoria em São Lourenço, o que acabou por não acontecer. Em 1520 foi a Calaiate, no comando de uma nau, participou na expedição de Cristóvão de Mendonça que, saindo do Sul de Samatra, em 1522, partiu à descoberta das "Ilhas do Ouro", para os lados da Austrália[carece de fontes?].